# 环球视线
《环球视线》，前身为2002年8月11日开播的周播节目《午夜国际观察》，2003年5月1日新闻频道开播后升级为日播节目《国际观察》，2006年6月5日因新闻频道改版与《今天》、《央视论坛》合并为《360°》，每周一至周五20:00在中央电视台新闻频道首播。2008年3月24日因新闻频道改版《360°》正式停播。是中国中央电视台新闻频道的一个国际新闻评论节目，逢星期一至星期四22:30-23:00播出（含广告）。

## 播出

### 主持人
《环球视线》每集由主持人和嘉宾共同主持，现时常驻主持人为水均益、何岩柯、李曈曈、邹韵。